# Dicke-Ibach-Treppe

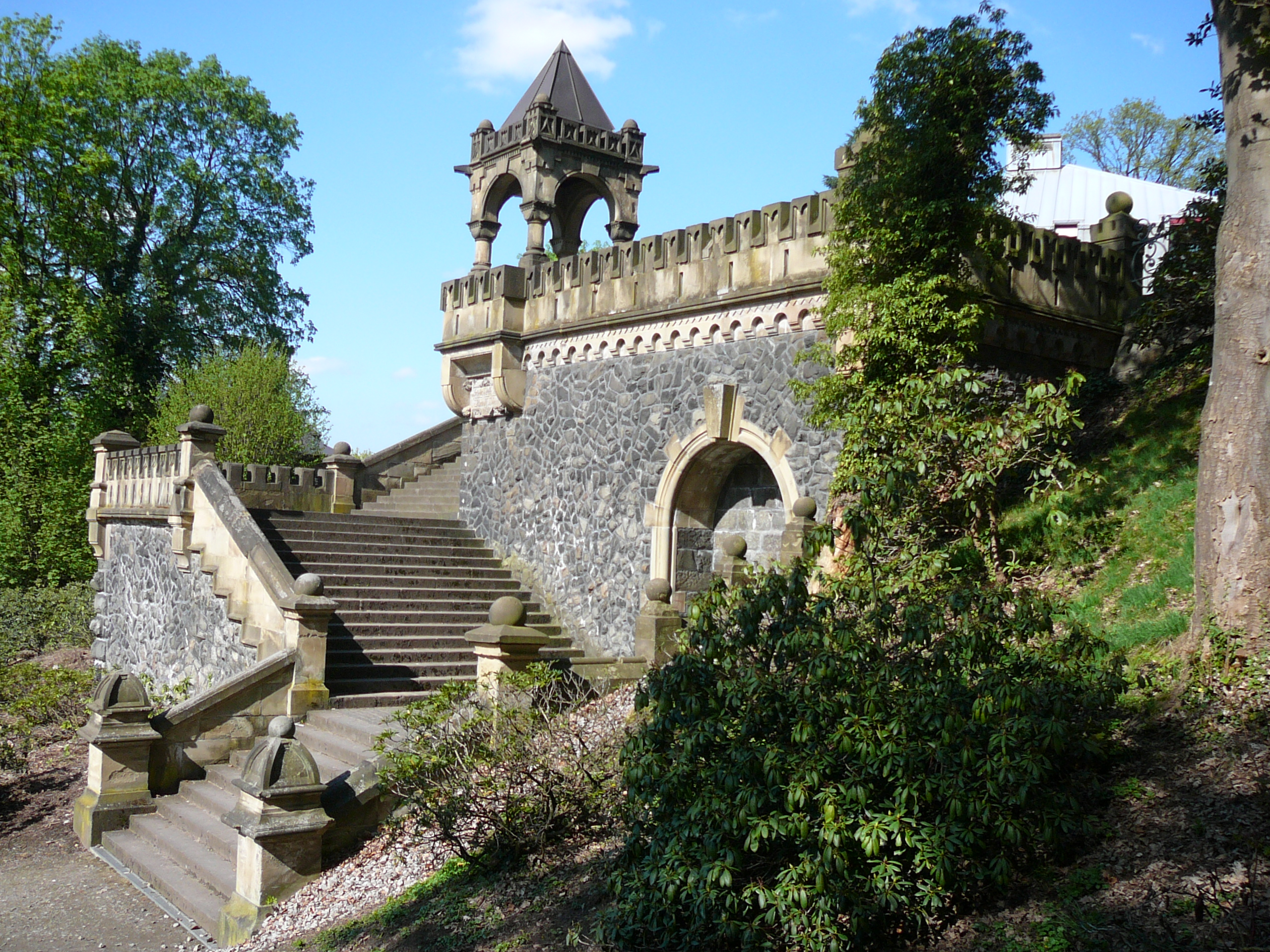
Dicke-Ibach-Treppe

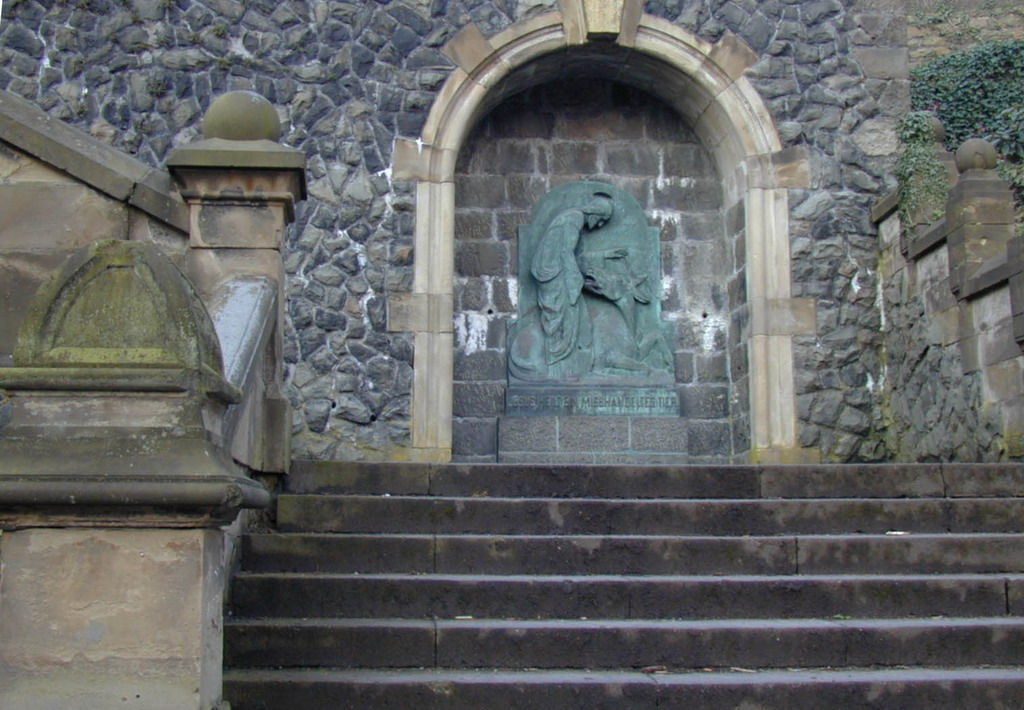
Das 2006 gestohlene Bronzerelief Christus heilt ein mißhandeltes Tier

Die Dicke-Ibach-Treppe ist eine denkmalgeschützte gründerzeitliche Freitreppenanlage in Wuppertal-Barmen und Eingang zum Ringeltal in den Barmer Anlagen. Der Treppenaufgang, der zur höher gelegenen Joseph-Haydn-Straße (ehemals Richard-Wagner-Straße) und zu den Landhäusern an der Ostseite des Ringeltales führt, wurde von den Vorstandsmitgliedern des Barmer Verschönerungsvereins von 1878 bis 1897, Friedrich Wilhelm Dicke und Peter Adolph Rudolph Ibach, im Jahre 1897 gestiftet. Die Bauweise der anspruchsvoll gestalteten Treppe, die auf die Formen der Burgenarchitektur und der Gotik zurückgreift, ist typisch für Bauwerke in öffentlichen Parkanlagen jener Zeit.
Die dreiläufige Treppe weist einen gegenläufigen Richtungswechsel auf, so dass die Treppe einen z-förmigen Grundriss besitzt. Zwischen dem unteren Podest und den beiden oberen Treppenläufen erheben sich die Mauern einer burgartig wirkenden Aussichtsplattform, wobei sich im inneren Winkel ein turmartiger kleiner Pavillon befindet. Unterhalb des Türmchens befindet sich an der Westwand zur Erinnerung an die Stifter der Treppe eine Wandtafel mit der Inschrift:
Friedr. Wilh. Dicke – Rudolf Ibach – 1897

Rud. Ibach Sohn, Hof-Pianoforte-Fabrikant Sr. Majestät des Königs und Kaisers
Das von dem Berliner Bildhauer Reinhold Kuebart geschaffene Bronzerelief Christus heilt ein mißhandeltes Tier schmückte die Treppe bis 2006. Der Fabrikant Johann Caspar Engels hatte es für seinen Garten (an der Mendelssohnstraße, der heutigen Brahmsstraße) bestimmt. Nach seinem Tode wurde es im März 1933 von seiner Witwe dem Wuppertaler Tierschutzverein geschenkt, der es wiederum dem Verschönerungsverein zur Verfügung stellte, welcher es im April 1933 an der Dicke-Ibach-Treppe anbringen ließ. Während des Zweiten Weltkrieges wurde das Relief vom Barmer Verschönerungsverein sichergestellt und Anfang 1950 wieder angebracht, nachdem die Kriegsschäden durch die Luftangriffe auf Wuppertal an der Treppe repariert waren. 2006 wurde das Relief von Bronzedieben entwendet. Die Plastik wurde später unrettbar zerstört auf einem Schrottplatz aufgefunden. In der Treppennische befindet sich heute eine Metallplatte mit einer wetterfesten Reproduktion des Reliefs.
2002 konnte die Dicke-Ibach-Treppe nach fünfjähriger Sanierung mit einem Kostenaufwand von zwei Millionen Mark eingeweiht werden. Die Finanzierung der Ensemblesanierung der Treppe und ihres Geländers bis zur Lönsstraße erfolgte durch ein Benefizkonzert von Joachim Dorfmüller, große und kleine Spenden, aber auch durch Zuschüsse der Bezirksvertretung Heckinghausen. Im Juli 2004 wurde die restaurierte Treppe Ziel von Beschmierungen durch Vandalen.